# Samsung Galaxy M01
El Samsung Galaxy M01 es un teléfono inteligente con doble SIM de gama baja fabricado por Samsung para India, perteneciente a la serie Samsung Galaxy M.

## Características

### Hardware
El Galaxy M01 es un teléfono inteligente con factor de forma de tipo slate, cuyas dimensiones son 147,5 × 70,9 × 9,8 mm y pesa 168 gramos.
El dispositivo está equipado con conectividad GSM, HSPA, LTE, Wi-Fi 802.11 b/g/n con Wi-Fi Direct y soporte de punto de acceso, Bluetooth 4.2 con A2DP y LE, GPS con A-GPS, GALILEO, BDS y GLONASS y radio FM. Tiene un puerto microUSB 2.0 OTG y una entrada jack de audio de 3,5 mm.
El Galaxy M01 tiene una pantalla táctil capacitiva PLS IPS de 5,7 pulgadas de diagonal con una relación de aspecto de 19:9, esquinas redondeadas y resolución HD+ de 720 × 1520 píxeles (densidad de 294 píxeles por pulgada). El marco lateral y la parte trasera están hechos de plástico.
Tiene una batería de iones de litio de 4000 mAh no extraíble.
El chipset es un Qualcomm Snapdragon 439. La memoria interna del tipo eMMC 5.1 es de 32 GB, mientras que la RAM es de 3 GB.
Su cámara trasera tiene un sensor de 13 megapíxeles y un sensor de profundidad de 2 megapíxeles, está equipada con enfoque automático y flash LED, y es capaz de grabar videos full HD a 30 cuadros por segundo, mientras que la cámara frontal («encuadrada» en la muesca descendente) es de 5 megapíxeles.

### Software
El sistema operativo que utiliza es Android, versión Android 10. Tiene una interfaz de usuario One UI Core 2.0.
Durante 2021 se actualizó a Android 11 con One UI Core 3.1.

## Marketing
El dispositivo se lanzó en junio de 2020.

## Variantes

### Galaxy M01 Core
El Samsung Galaxy M01 Core es una variante del M01, incluso más económico que este último, lanzado el 29 de julio de 2020. Además de ser más pequeño en tamaño (pantalla HD+ de 5,3") y peso (150 g), se diferencia del M01 principalmente en la presencia de un chipset MediaTek MT6739 con CPU de cuatro núcleos (4 Cortex-A53 a 1,5 GHz) y PowerVR GPU GE8100, sistema operativo Android 10 Go, cámara trasera de 8 megapíxeles, memorias de 1/16 y 2/32 GB y batería de iones de litio de 3000 mAh.
También se comercializó sin GLONASS en algunos mercados como el Samsung Galaxy A01 Core.

### Galaxy M01s
El Samsung Galaxy M01s es una variante «mejorada» y ligeramente más cara del M01, lanzada el 16 de julio de 2020. Además de ser de mayor tamaño (pantalla HD+ de 6,2"), se diferencia del M01 principalmente por la presencia de Android 9 estándar, que puede actualizarse hasta la versión 11 con One UI Core 3.1, por la presencia de un chipset MediaTek Helio P22, con una CPU octa-core y GPU PowerVR GE8320, una cámara frontal de 8 megapíxeles con f/2.0 y un sensor de huellas trasero.